# Manuel Hagel
Manuel Hagel (ur. 1 maja 1988 w Ehingen) – niemiecki polityk i bankowiec, działacz Unii Chrześcijańsko-Demokratycznej (CDU), poseł do Landtagu Badenii-Wirtembergii, od 2023 przewodniczący CDU Badenii-Wirtembergii.

## Życiorys
W latach 1999–2005 uczęszczał do szkoły średniej w Ehingen, gdzie uzyskał średnie wykształcenie. W latach 2005–2008 odbył naukę zawodu jako specjalista ds. bankowości w Sparkasse Ulm, następnie był związany z tą instytucją do 2016 roku. Pracował m.in. jako doradca klientów indywidualnych w Blaubeuren (2008–2009), kierownik oddziału w Gerhausen (2009–2014), zastępca dyrektora filii w Blaubeuren (2011–2014), a od 2014 jako dyrektor oddziału Sparkasse w Ehingen. W 2009 ukończył kurs dla bankowych specjalistów w Sparkassenakademie Badenii-Wirtembergii, a w latach 2010–2011 dalsze szkolenie na poziomie bankowego menedżera. W 2013–2014 odbył studia menedżerskie we Frankfurt School of Finance & Management, uzyskując tytuł dyplomowanego bankowego menedżera.
W działalność polityczną zaangażował się w ramach Junge Union. W latach 2010–2013 był przewodniczącym struktur powiatowych Junge Union w Alb-Donau/Ulm, w latach 2013–2014 kierował strukturami okręgowymi w Württemberg-Hohenzollern, a w latach 2015–2016 był zastępcą przewodniczącego Junge Union Badenii-Wirtembergii. Od 2009 jest radnym miejskim w Ehingen, a w latach 2014–2019 stał na czele frakcji CDU w tamtejszej radzie miejskiej. Od 2019 pełni funkcję zastępcy burmistrza Ehingen oraz zasiada w radzie powiatu Alb-Donau.
W wyborach krajowych z 2016 roku uzyskał mandat do Landtagu Badenii-Wirtembergii. W latach 2016–2021 pełnił funkcję sekretarza generalnego CDU w landzie. W 2021 roku został przewodniczącym frakcji CDU w parlamencie krajowym, a w listopadzie 2023 objął stanowisko przewodniczącego CDU Badenii-Wirtembergii. Od 2023 roku przewodniczy również konferencji przewodniczących frakcji CDU/CSU w parlamentach krajowych.